# Molly Gordon
Molly June Gordon (Los Angeles, 6 dicembre 1995) è un'attrice statunitense.

## Biografia
Figlia del regista Bryan Gordon e della regista e sceneggiatrice Jessie Nelson, Gordon inizia a lavorare come attrice bambina già nel 2001 debuttando nel film di sua madre Mi chiamo Sam. Durante l'infanzia si esibisce principalmente a teatro, lavorando spesso con l'attore Ben Platt. Dal 2014 al 2019 interpreta un ruolo da co-protagonista nello spettacolo teatrale Alice by Heart: eseguito dapprima come workshop in diverse occasioni, nel 2019 viene eseguito per diversi mesi come spettacolo teatrale Off-Broadway. A partire dal 2015 lavora stabilmente nel cinema e nella televisione, interpretando un ruolo di primo piano nelle prime tre stagioni di Animal Kingdom.
Nel 2018 ottiene il suo primo ruolo di rilievo sul grande schermo interpretando la figlia della protagonista Melissa McCarthy in Life of the Party - Una mamma al college. Figura successivamente nel cast principale di vari film come La rivincita delle sfigate, Good Boys - Quei cattivi ragazzi e La galleria dei cuori infranti. A partire dal 2022 interpreta uno dei personaggi principali della serie televisiva Winning Time - L'ascesa della dinastia dei Lakers. Nel 2023 debutta come regista e sceneggiatrice nel film Theater Camp, in cui riserva a se stessa il ruolo da protagonista.

## Filmografia

### Attrice

#### Cinema
- Mi chiamo Sam, regia di Jessie Nelson (2001)
- Vita da strega, regia di Nora Ephron (2005)
- Ithaca - L'attesa di un ritorno, regia di Meg Ryan (2015)
- Natale all'improvviso, regia di Jessie Nelson (2015)
- Life of the Party - Una mamma al college, regia di Ben Falcone (2018)
- La rivincita delle sfigate, regia di Olivia Wilde (2019)
- Good Boys - Quei cattivi ragazzi, regia di Gene Stupnitsky (2019)
- Shiva Baby, regia di Emma Seligman (2020)
- La galleria dei cuori infranti, regia di Natalie Krinsky (2020)
- Am I OK?, regia di Stephanie Allynne e Tig Notaro (2022) VoV
- There There, regia di Andrew Bujalski (2022)

- You People, regia di Kenya Barris (2022)
- Theater Camp, regia di Molly Gordon (2023)
- Oh, Hi!, regia di Sophie Brooks (2025)

#### Televisione
- Sin City Saints – serie TV, 1 episodio (2015)
- Orange Is the New Black – serie TV, 1 episodio (2015)
- Animal Kingdom – serie TV, 9 episodi (2016-2018)
- Our Cartoon President – serie TV, 9 episodi (2018)
- Ramy – serie TV, 3 episodi (2019-2022)
- Winning Time - L'ascesa della dinastia dei Lakers (Winning Time: The Rise of the Lakers Dynasty) – serie TV, 11 episodi (2022-2023)
- The Bear – serie TV, 11 episodi (2023-in corso)

### Regista
- Theater Camp (2023)

### Sceneggiatrice
- Theater Camp, regia di Molly Gordon e Nick Lieberman (2023)
- Oh, Hi!, regia di Sophie Brooks (2025)

## Doppiatrici italiane
- Veronica Puccio in Winning Time - L'ascesa della dinastia dei Lakers
- Jessica Bologna in The Bear

## Teatro
- Alice by Heart – Workshop vari dal 2014, Off-Broadway nel 2019